# اچ‌ام‌اس آمیتیست (۱۷۹۹)
اچ‌ام‌اس آمیتیست (۱۷۹۹) (به انگلیسی: HMS Amethyst (1799)) یک کشتی بود. این کشتی در سال ۱۷۹۹ ساخته شد.